# 镜洋镇
镜洋镇是中国福建省福州市福清市下辖的一个镇。

## 行政区划
镜洋镇下辖以下地区：
官口村、长征村、上店村、东升村、红星村、西边村、齐云村、波兰村、光荣村、镜洋村、磨石村、下施村、玉埔村、墩头村、梨洋村、浮山村和东风村。